# Eugenio Hernández Flores

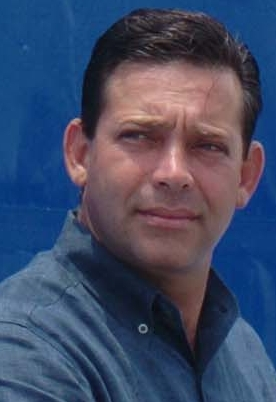
Eugenio Hernández Flores

Eugenio Javier Hernández Flores (Ciudad Victoria, 17 oktober 1959) is een Mexicaans politicus van de Institutioneel Revolutionaire Partij (PRI).
Hernández Flores studeerde civiele techniek aan het Instituut voor Technologie en Hogere Studies van Monterrey (ITESM). In 2000 werd hij in de Kamer van Afgevaardigden gekozen maar trad daar een jaar later uit terug om tot burgemeester van zijn geboortestad Ciudad Victoria te worden gekozen. In 2004 wist hij met een ruime marge de verkiezingen voor het gouverneurschap van Tamaulipas te winnen en op 5 februari 2005 trad hij aan als gouverneur. Hernández' termijn liep tot 2010.
- Library of Congress Control Number: no2006063823
- Virtual International Authority File: 53904185
- WorldCat: E39PBJcR4GPRxd7vVQvqKp9VYP